# Arthur MacEvoy
Arthur MacEvoy (* 8. November 1868 in Chantilly, Frankreich; † 21. Juli 1904 in Paris, Frankreich) war ein britischer Cricketspieler, der vor allem in Frankreich aktiv war.

## Erfolge
Arthur MacEvoy, der zwar in Frankreich geboren wurde, aber britischer Staatsbürger war, nahm als Mitglied einer Mannschaft, die hauptsächlich aus Exil-Briten bestand und durch die Union des sociétés françaises de sports athlétiques ausgewählt wurde, an einem Cricketspiel im Rahmen der Weltausstellung 1900 in Paris teil. Dort traf die Mannschaft auf die Devon & Somerset County Wanderers (D&SCW), die sich auf einer Club-Tour in Frankreich befanden. Die Mannschaft der Union des sociétés françaises de sports athlétiques wurde dabei als Frankreich bezeichnet, der Gegner als England. 1912 wurde die Partie nachträglich als Bestandteil der Olympischen Spiele 1900 klassifiziert. Mit 158 Runs setzte sich das englische Team durch, womit MacEvoys Mannschaft, zu der außerdem noch William Anderson, William Attrill, John Braid, W. Browning, Robert Horne, Timothée Jordan, Douglas Robinson, H. F. Roques, Alfred Schneidau, Henry Terry und Philip Tomalin gehörten, die Silbermedaille erhielt. MacEvoy selbst, der in beiden Innings zum Einsatz kam, erzielte lediglich einen Run, dafür aber auch drei Wickets.
Gemeinsam mit Timothée Jordan sowie dem Kapitän und Vorsitzenden des französischen Sportverbandes Philip Tomalin war MacEvoy Mitglied des Organisationskomitees des Olympischen Cricketturniers. Er spielte später auch Cricket beim Albion Club. Zur Jahrtausendwende war er als Fußballtorwart beim RC Paris aktiv. Nur vier Jahre nach den Olympischen Spielen starb er in Paris.